# Burlöv község
Burlöv község (svédül: Burlövs kommun) Svédország 290 községének egyike.
A mai község 1863-ban jött létre.

## Települései
A községben 3 település található:
| Település       | Népesség | Megjegyzés         |
| --------------- | -------- | ------------------ |
| Arlöv           |          | a község székhelye |
| Åkarp           |          |                    |
| Burlövs egnahem |          |                    |

## Külső hivatkozások
- Hivatalos honlap